# 372 (číslo)
Tři sta sedmdesát dva je přirozené číslo, které následuje po čísle tři sta sedmdesát jedna a předchází číslu tři sta sedmdesát tři. Římskými číslicemi se zapisuje CCCLXXII a řeckými číslicemi τοβ.

## Matematika
372 je:
- Abundantní číslo
- Nešťastné číslo
- Nedotknutelné číslo
- Součet osmi po sobě jdoucích prvočísel (31 + 37 + 41 + 43 + 47 + 53 + 59 + 61)

## Astronomie
- (372) Palma je planetka hlavního pásu, kterou objevil v roce 1893 Auguste Charlois

## Doprava
- Silnice II/372 je česká silnice II. třídy vedoucí na trase II/368 – Velké Opatovice – Jevíčko[1]

## Ostatní
- +372 je mezinárodní telefonní předvolba Estonska

## Roky
- 372
- 372 př. n. l.